# Bellevue (Ohio)
Pour les articles homonymes, voir Bellevue.
Bellevue est une ville des comtés d'Erie, Huron et Sandusky dans l'Ohio, aux États-Unis.C'est une ville ferroviaire majeure.